# Archives de la Société des Nations

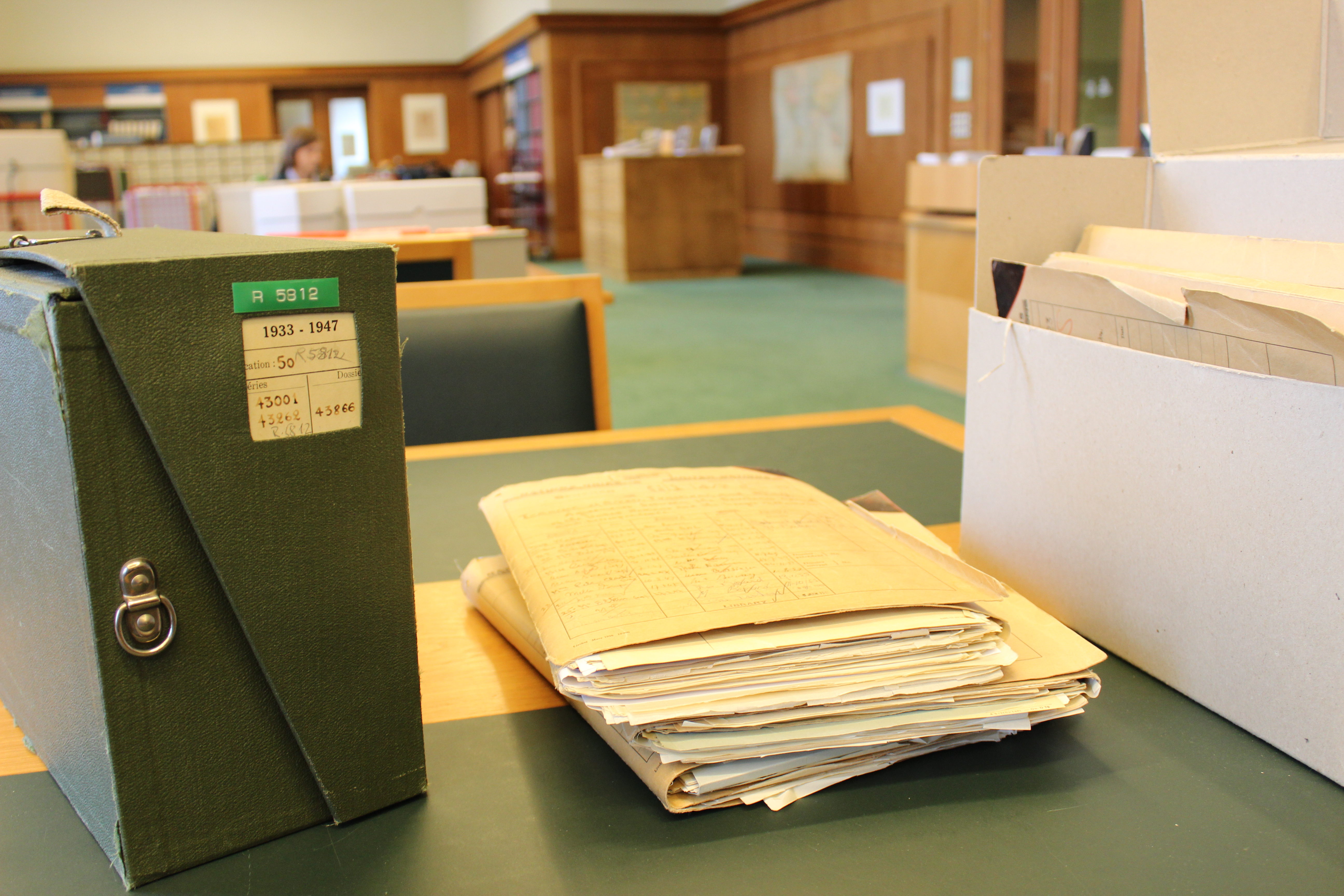
Espace ce travail d'un chercheur aux archives de la Société des Nations dans la salle de lecture John D. Rockefeller à l'Organisation des Nations Unies de Genève.

Les archives de la Société des Nations représentent un fonds d'archives historiques et de documents officiels de la SDN. Ce fonds est conservé à l'office des Nations Unies à Genève (ONUG) ou il est géré par la Section de la Mémoire Institutionnelle (SMI) de la bibliothèque de l'ONUG. Il comprend environ 15 millions de pages, 500 000 unités documentaires et mesure près de 3 kilomètres linéaires. En 2009, l'importance historique des archives de la Société des Nations est reconnue par l'UNESCO, avec son inscription sur le Registre de la Mémoire du monde.

## Contexte historique

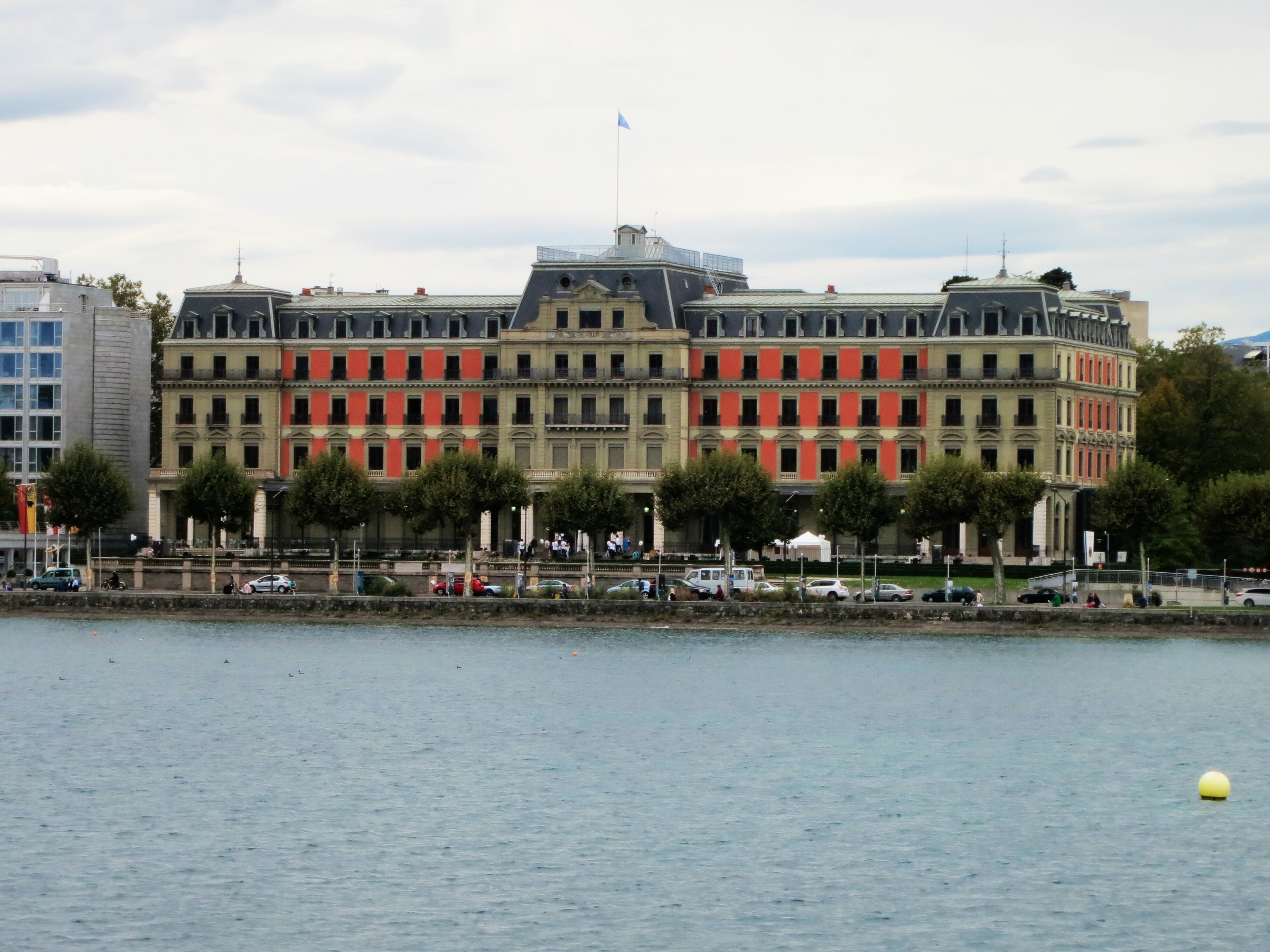
était chargé de l'enregistrement et du processus d'archivage à la Société des Nations. Sur la photo, e Palais Wilson qui a servi de siège de 1920 à 1936.

Tout au long de son existence (10 janvier 1920 – 18 avril 1946), la Société des Nations a créé et conservé des documents ; toutefois ces archives précèdent la période de fondation en remontant aux négociations du Traité de Versailles en 1919 et se prolongent jusqu'à la liquidation de la SDN après sa dissolution en 1946. En règle générale, la SDN n'a conservé des archives qu'en tant qu'effet secondaire de ses fonctions (c'est-à-dire sans intention de préserver son histoire). Dès 1919, le Secrétariat de la SDN a mis au point un système de « Registry », qui était chargé d'ouvrir des dossiers et de tenir des registres concernant l'administration ainsi que les actes officiels, notamment tels qu'ils s'incarnent dans le fonctionnement du Conseil et de l'Assemblée et de leurs comités, commissions et conférences affiliés.
En 1946, les Nations unies naissantes ont reçu les archives et les dossiers et registres de la SDN. À l'époque, ces documents n'étaient pas considérés comme des archives historiques au sens propre du terme, leur accès était extrêmement limité.  Ce n'est qu'en 1965, lors de la réorganisation de la bibliothèque de l'ONUG, que ces archives ont été reconnues comme étant distinctes de l'administration des Nations unies. Cependant, l'accès était encore très limité, accordé aux chercheurs uniquement selon un système très strict de « mérites ». Des archives ont été transférées provisoirement au siège des Nations unies aux Etats-Unis pour faciliter la mise en place de la nouvelle organisation – cet épisode n’est pas très connu, il montre pourtant a) l’importance des archives ; b) que l’expérience de la SdN ne peut pas être résumé à un simple constat d’échec.
En 1965, le Carnegie Endowment for International Peace a proposé de financer un projet visant à ouvrir les documents de la SDN aux chercheurs, projet qui a débuté en 1966 et s'est achevé en 1969. Le premier résultat fut la création du principal instrument de recherche des archives, le Répertoire Général (accessible par des liens externes), correspondant à la transformation des archives et documents de la SDN en un véritable service d'archives. L'accès aux archives fut défini plus précisément par les règles officielles établies dans un document de deux pages intitulé "Accès aux archives de la Société des Nations", publié dans la circulaire du Secrétaire général en 1969.

## Structure
Les archives de la Société des Nations représentent un fonds historique des Archives des Nations unies à Genève, organisées selon les sections administratives qui existaient à l'époque de la Société des Nations, comme, par exemple, la Section des mandats, qui se concentrait sur l'administration des territoires sous le système des mandats tel que créé par le Traité de Versailles.

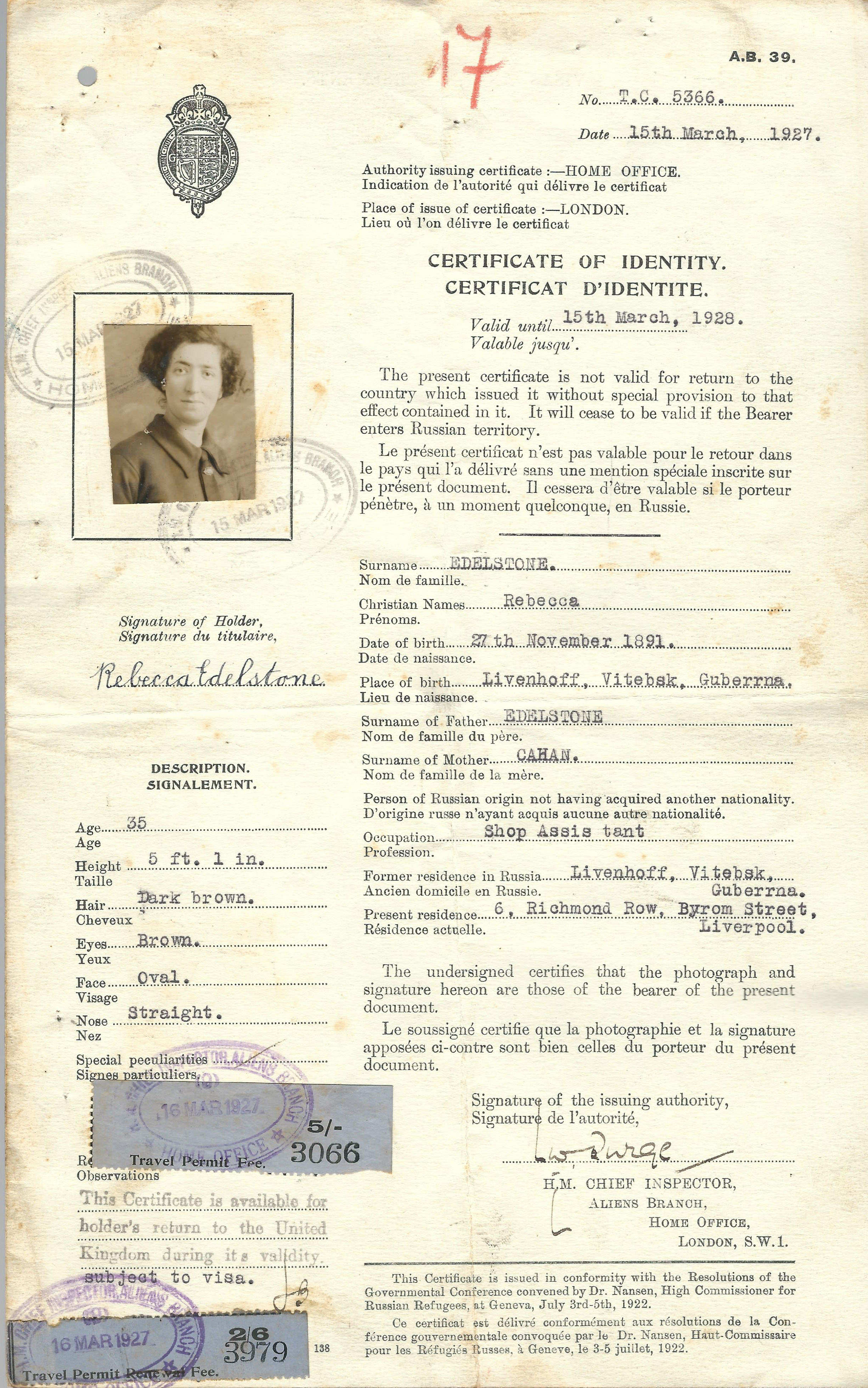
Le Fonds Nansen des Archives de la Société des Nations est un hybride du groupe d'archives du Secrétariat et du Fonds externe. Il porte le nom de Fridtjof Nansen, qui, en tant que Haut Commissaire pour les réfugiés de la Société des Nations, a inventé le passeport Nansen (photo).

Les archives sont divisées en deux grands segments : le groupe des archives du Secrétariat et le Fonds externe. Le Fonds Nansen (alias "groupe d'archives mixte des réfugiés") est la seule section considérée comme un hybride de ces deux segments.

### Le groupe d'archives du Secrétariat
Le groupe d'archives du Secrétariat comprend les documents qui ont été produits ou reçus au siège de la Société des Nations à Genève. Il est constitué des dossiers établis par le système du Registry, ou des dossiers générés par certaines sections de la SDN. Ces dossiers sont appelés respectivement dossiers du Registry et dossiers des sections.

### Le système du Registry
Le système du Registry était la fonction centralisée du Secrétariat qui indexait et traitait la majorité des dossiers de la Société des Nations selon les règles officielles. Les dossiers du système du Registry sont classés en trois périodes chronologiques différentes : 1919-1927, 1928-1932 et 1933-1946.

### Dossiers de section
Les dossiers de section ont été créés spontanément et développés librement par les sections spécifiques (par exemple, la section économique et financière, la section des mandats, etc.) En conséquence, ils n'ont pas de "véritable histoire officielle". En raison de leur séparation du Système du Registry, les dossiers de section ont été organisés par leur section respective. Par conséquent, les dossiers des sections ont tendance à être moins organisés que ceux du Système du Registry.

### Fonds externes
Les fonds exterieurs sont des groupes d'archives d'origine externe, ce qui signifie qu'ils ont été collectés en dehors du Secrétariat. Ils ont été définis et contrôlés par les institutions spécifiques qui les ont créés. Citons par exemple la Commission de gouvernement du bassin de la Sarre et les archives du Bureau de la SDN à Berlin.

### Collections
Outre les deux segments principaux, les fonds contiennent également des "Collections", qui sont des groupes de documents assemblés indépendamment de l'administration de la SDN. Le principal groupe de ce type est connu sous le nom de "collections de documents" de la SDN.

## Archives détruites ou perdues
Des parties des archives de la Société des Nations ont été détruites à différentes époques pour plusieurs raisons. Les dossiers des sections, par exemple, n'étaient pas nécessairement soumis aux règles du système du Registry, ce qui a souvent entraîné la destruction de documents par les sections pour des raisons de commodité administrative. En d'autres occasions, la destruction était la conséquence de la situation de guerre. Les pertes les plus graves sont celles de certains dossiers de sections ultérieurs, et des documents des deux premiers secrétaires généraux.
De nombreux fonds externes ont été perdus, soumis à des dommages de guerre et/ou à une destruction systématique. À ce jour, le nombre exact d'archives manquantes est inconnu.

## Projet d'accès numérique total aux archives de la Société des Nations (LONTAD)
En 2017, la bibliothèque de l'ONUG (aujourd’hui Bibliothèque et Archives de l’ONU Genève) a lancé le projet d'accès numérique total aux archives de la Société des Nations (LONTAD), avec l'intention de préserver, de numériser et de fournir un accès en ligne aux archives de la Société des Nations. Son objectif fondamental est de moderniser l'accès aux archives pour les chercheurs, les établissements d'enseignement et le grand public. Le projet s'est achevé en octobre 2022 et l'intégralité des archives de la SDN est désormais entièrement consultable via une plateforme en ligne dédiée.